# Philippe Cousteau sr.

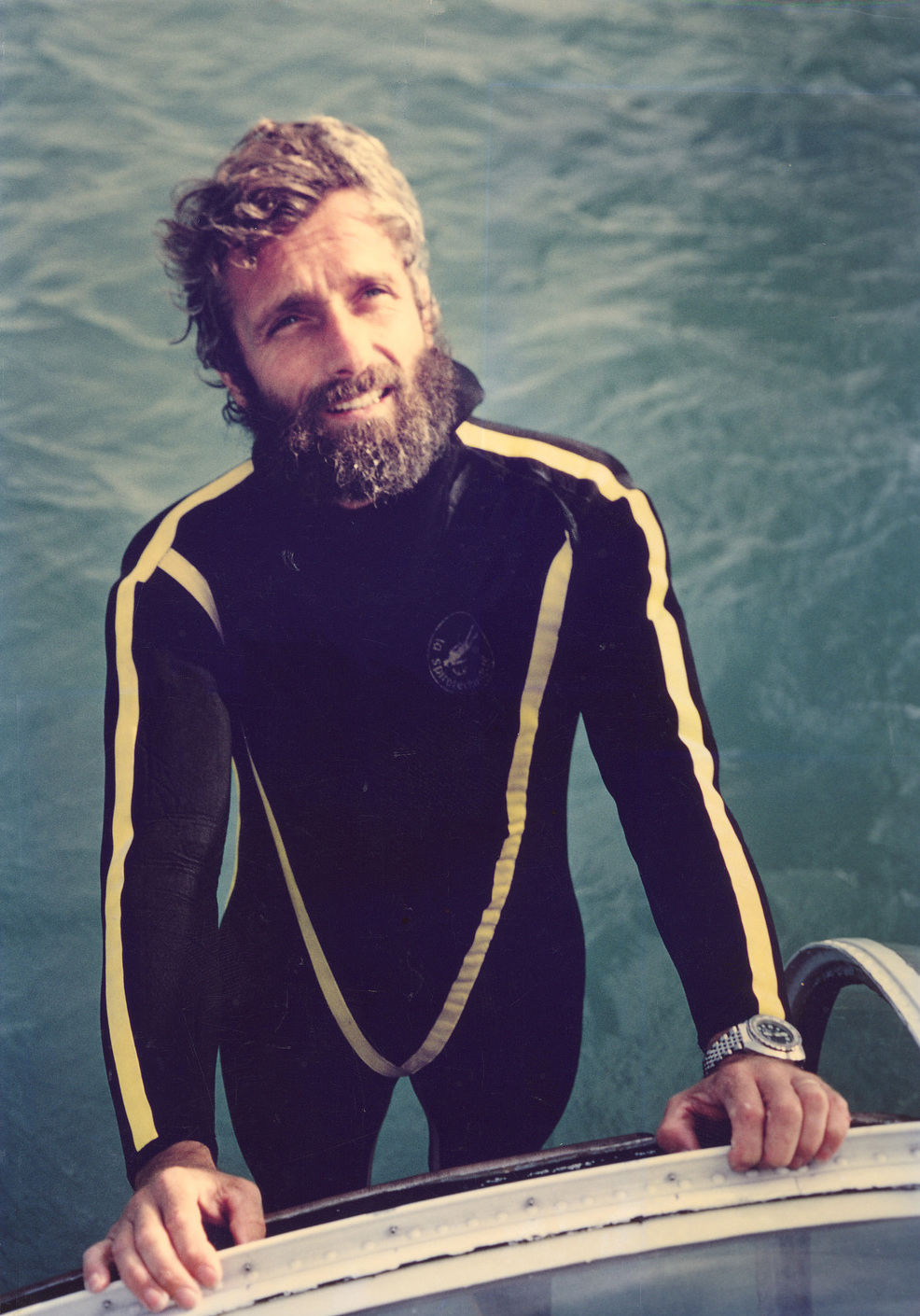
Philippe Cousteau

Philippe Pierre Cousteau (* 30. Dezember 1940 in Toulon; † 28. Juni 1979 bei Lissabon) war ein französischer Taucher, Seemann, Pilot, Fotograf, Autor, Regisseur und Kameramann mit Spezialisierung auf Umweltthemen und einem Hintergrund in Ozeanographie. Er war der zweite Sohn von Jacques Cousteau und Simone Melchior.
Cousteau beherrschte das Filmen aus der Luft, an Land und unter Wasser. Zu seinen Lebzeiten war er der leitende Kameramann für die meisten seiner Filme. Er wurde für mehrere Auszeichnungen nominiert und gewann diese.

## Leben und Ausbildung
Der in Toulon geborene Philippe Cousteau tauchte 1945 im Alter von 4 Jahren zum ersten Mal mit einem Atemregler. Sein Vater brachte eine Miniaturversion des vom Taucher und Dokumentarfilmer Hans Hass vorgedachten und vom Vater weiterentwickelten Lungenautomaten Aqualunge mit nach Hause. Obwohl Philippe noch nicht schwimmen gelernt hatte, folgte er seinem Vater ins Wasser. Als Kind verbrachte er alle Schulferien an Bord des Schiffes seines Vaters, der RV Calypso.
Als Teenager verspürte er den Drang, etwas Neues zu entdecken und begann im Alter von 16 Jahren, Aerodynamik zu studieren. Er flog zunächst als Segelflieger und erwarb dann in jungen Jahren seine Flugzeugpilotenlizenz.
Cousteau verbrachte während des Algerienkriegs zwei Jahre in der französischen Marine als Sonarmatrose und Mitglied der Landungsgruppe der Fregatte Le Normand. Später erwarb er seinen Abschluss in Naturwissenschaften, verbrachte ein weiteres Jahr am MIT und ging dann nach Paris, um sich in Kameraführung ausbilden zu lassen, Abschluss an der I'École Technique de Photographie et de Cinéma (heute École nationale supérieure Louis-Lumière) in Paris.

## Karriere

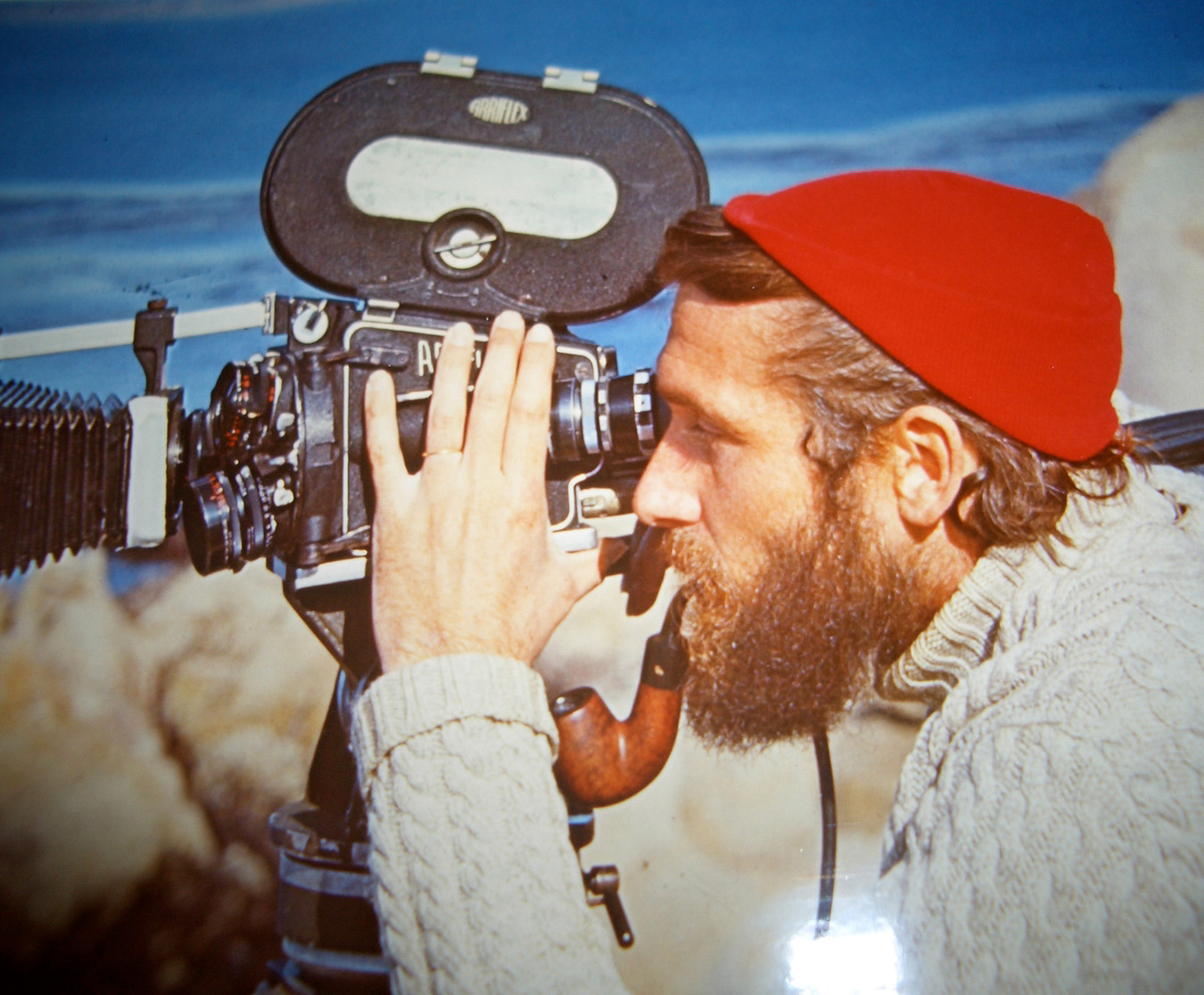
Cousteau filmt während einer Expedition.

Im Jahr 1965 war Cousteau Taucher auf der Unterwasserstation Conshelf III, einem Unterwasserlebensraum für Tieftauchen bis zu einer Tiefe von 100 Metern in der Nähe der Ile du Levant im Mittelmeer. Zusätzlich zu seinen Aufgaben als Taucher war Cousteau Unterwasserfotograf und machte alle Aufnahmen unter Wasser, aus denen ein Dokumentarfilm von National Geographic entstand, der 1966 ausgestrahlt wurde.
Im Februar 1967 begleitete Cousteau seinen Vater auf der RV Calypso zu einer Expedition, um die Haie des Roten Meeres und des Indischen Ozeans zu filmen. Cousteau war nicht nur der Hauptfotograf der Expedition, sondern hielt seine Erlebnisse auch in der Publikation The Shark: Splendid Savage of the Sea aus dem Jahr 1970 fest.
Im Jahr 1969 stellte Cousteau sein technisches Fachwissen dem SEALAB-Programm der US-Marine zur Verfügung. Nach dem Tod des Aquanauten (Forschers) Berry L. Cannon bei dem Versuch, ein Leck in SEALAB III zu reparieren, meldete sich Cousteau freiwillig, zum SEALAB abzutauchen und dabei zu helfen, es wieder an die Oberfläche zu bringen. Es wurde jedoch letztlich auf weniger gefährliche Weise geborgen.
Bis zu seinem Tod im Jahr 1979 produzierte er gemeinsam mit seinem Vater zahlreiche Dokumentarfilme, darunter Voyage to the Edge of the World (1976) für das Kino und seine eigene PBS-Fernsehserie Oasis in Space (1977) über Umweltthemen.

## Pilot

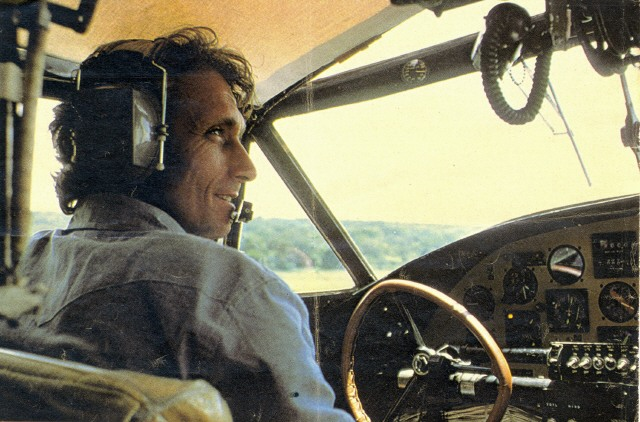
Cousteau über dem Victoriasee, Uganda, Juli 1978

Cousteau war ein sehr erfahrener Pilot. Im Alter von 16 Jahren erwarb er seine Segelfluglizenz und erlangte anschließend die Pilotenberechtigung für das Fliegen von Ballons, Hängegleitern, ein- und mehrmotorigen Flugzeugen und Wasserflugzeugen, Gyrocoptern und Hubschraubern.
1974 erwarb er ein Wasserflugzeug, eine PBY-Catalina. Das Amphibienflugzeug war ein umgebautes Catalina-Flugboot der US-Marine. Das auf den Namen Flying Calypso getaufte Flugzeug war in vielen Cousteau-Filmen zu sehen und diente als Basis für Cousteaus Team.

## Persönliches
Im Februar 1966 traf Cousteau Janice Sullivan im überfüllten Ballsaal des St. Regis Hotels in New York City. Sie war ein Model, das ursprünglich aus Los Angeles stammte. Am 10. Februar 1967 heirateten sie in Paris. Sullivan begleitete Cousteau auf den meisten Expeditionen seines Vaters (20 von 26 Filmexpeditionen, die sich über 13 Jahre erstreckten). Sie hatten zwei Kinder, Alexandra Cousteau und Philippe Cousteau Jr.

## Tod
Cousteau starb 1979 im Alter von 38 Jahren, als sein Flugboot PBY Catalina im Fluss Tejo in der Nähe von Lissabon abstürzte. Alle anderen an Bord überlebten. Bis heute gibt es unterschiedliche Theorien zum Absturz. Sein Sohn Philippe Cousteau Jr. wurde sechs Monate später geboren.
Das Museo de Anclas Philippe Cousteau in Asturien, Spanien, und das Lycée Philippe Cousteau in Saint-André-de-Cubzac, Frankreich, würdigen Cousteaus Werk.
Seine Kinder Alexandra Cousteau und Philippe Cousteau Jr. führen als Mitbegründer von EarthEcho International die Familienarbeit in der Ozeanographie fort.

## Auszeichnungen
Cousteau erhielt zahlreiche Auszeichnungen und Ehrungen für seinen Beitrag zum Tauchen und zur Unterwasserfotografie: Er wurde für vier Emmys nominiert, den NOGI Award for Arts der Underwater Society of America (heute verliehen von der Academy of Underwater Arts and Sciences) (1977), World Wildlife Auszeichnung und viele andere. Sein Kinderbuch Follow the Moon Home gewann 2017 den Green Book Award für Bilderbücher.